# Nghi Chương
Nghi Chương (chữ Hán giản thể: 宜章县, Hán Việt: Nghi Chương huyện) là một huyện của địa cấp thị Sâm Châu, tỉnh Hồ Nam, Cộng hòa Nhân dân Trung Hoa. Huyện này nằm ở phía nam của Hồ Nam. Đây là nơi Tùy Dạng Đế nhà Tùy xây đại nghiệp 13 năm (617), nguyên gọi là Nghĩ Chương, thời Bắc Tống (niên hiệu Thái Bình Hưng Quốc thứ nhất, 976) đổi tên thành Nghi Chương. Nghi Chương có tọa độ 24°53′-25°41′độ vĩ bắc，112°37′-113°20′độ kinh đông, diện tích 2142 km2, dân số năm 2002 là 552.047 người, GDP năm 2002 là 27,8936 tỷ nhân dân tệ. Đây là một huyện nông nghiệp. Công nghiệp chủ yếu là khai thác khoáng sản đồng, thiếc, antimon, wolfram.
Nghi Chương giáp Liên Châu về phía tây, giáp Dương Sơn và Nhũ Nguyên về phía nam, tây giáp Lâm Vũ, bắc giáp Tư Hưng.